# Playmates Toys
Playmates Toys (SEHK: 0869) — компания производитель игрушек из Коста-Меса, США основанная в 1966 году. Компания является дочерней компаний гонконгской Playmates Holdings Ltd (SEHK: 0635)

## Лицензированные персонажи-игрушки
- АйКарли
- H2O: Просто добавь воды
- Ronin Warriors
- Атомная Бетти
- Воины-скелеты
- Гарфилд
- Гринч — похититель Рождества
- Гриффины
- Дик Трейси
- Диснеевские принцессы
- Звёздный путь
- Зорро
- Кинг-Конг
- Космический джем
- Лара Крофт: Расхитительница гробниц
- Марти — железный мальчик
- Муравей Антц
- Подводная одиссея
- Приключения Джеки Чана
- Роботех
- Семейка Аддамс
- Симпсоны
- Терминатор: Да придёт спаситель
- Феи
- Червяк Джим
- Черепашки-ниндзя
- Чёрный Плащ
- Чудеса на виражах
- Хилари Дафф
- Эхо-взвод
- Яйцеголовые
- Barnyard Commandos
- Cricket Dolls
- Monster Force
- Monster Rancher
- Savage Dragon
- Strawberry Shortcake
- Superhuman Samurai Syber-Squad
- Toxic Crusaders
- WildC.A.T.s
- Yu-Gi-Oh! 5D's

## Призы и номинации
- Игрушки «Teenage Mutant Ninja Turtles Combat Warriors» стали лауреатами People’s Play Awards 2014 в номинации экшен-фигурка по версии TTPM.com[2]
- В 2015 году, игрушки из серии «The Teenage Mutant Ninja Turtle Movie» номинированы игрушкой года для мальчиков на Американской международной выставке игрушек[англ.][3][4]